# 't Maegher Goet
 't Maegher Goet is een historisch gebouw in de tot de gemeente Gent behorende plaats Oostakker, gelegen aan de Absdalestraat.

## Geschiedenis
Het Maegher Goet werd voor het eerst vermeld in 1577. Het lag op een motte met dubbele omgrachting. Het behoorde tot het domein van de Sint-Baafsabdij en was vermoedelijk een 'huis van plaisance' (buitenplaats). Ergens in de 17e eeuw werd het een landbouwbedrijf en dat bleef het tot 1972. Daarna werd het een jeugdclubhuis, maar in 1978 werd het gebouw getroffen door brand. Het jeugdcentrum van die naam bevindt zich sindsdien op een andere plaats. In hetzelfde jaar werd 't Maegher Goet geklasseerd als monument.

## Gebouw
Van het boerenbedrijf is met name het woonhuis van belang. Dit is van de 15e of 16e eeuw en heeft een L-vormig grondplan. Daarnaast is er een dwarsschuur van 1873 en een poortgebouw dat vermoedelijk in 1975 in de oorspronkelijke vorm is herbouwd. Het woonhuis werd door de brand ernstig beschadigd. In de jaren '90 van de 20e eeuw werden huis, schuur en poortgebouw, ingebed in een langgerekt domein, gerestaureerd. Het domein is gelegen in een wijk die vanaf de jaren '70 van de 20e eeuw verkaveld werd.